# Puig Rodó (Avinyonet del Penedès)
El Puig Rodó és una muntanya de 329 metres que es troba al municipi d'Avinyonet del Penedès, a la comarca de l'Alt Penedès.